# Trapez (film din 1956)

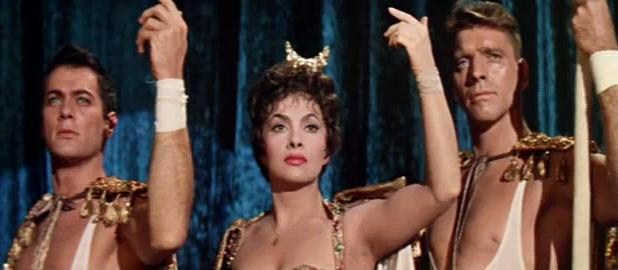
Tony Curtis, Gina Lollobrigida și Burt Lancaster într-o scenă din filmul Trapez

Trapez (titlul original: în engleză Trapeze)  este un film dramatic american, realizat în 1956 de regizorul britanic Carol Reed. Melodrama din viața circului bazat pe romanul „The Killing Frost” a scriitorului Max Catto, prezintă doi prieteni acrobați la trapez, interpretați de Burt Lancaster și Tony Curtis). Între ei se amestecă ambițioasa Lola, interpretată de Gina Lollobrigida. Filmul a fost realizat de firma producătoare Hecht-Hill-Lancaster întemeiată de Harold Hecht și James Hills și a fost prezentat publicului la 30 mai 1956 în Statele Unite.

## Distribuție
- Burt Lancaster – Mike Ribble
- Tony Curtis – Tino Orsini
- Gina Lollobrigida – Lola
- Katy Jurado – Rosa
- Thomas Gomez – Bouglione
- Johnny Puleo – Max
- Minor Watson – John Ringling North
- Gérard Landry – Chikki
- Jean-Pierre Kérien – Otto
- Sidney James – Harry, dresorul de piton
- Gamil Ratib – Stefan
- Pierre Tabard – Paul
- Gabrielle Fontan – femeia în vârstă
- Guy Provost – un jurnalist
- Achille Zavatta – el însuși

## Premii și nominalizări
- Berlinala din 1956 :
  - Ursul de bronz : premiul publicului pentru Carol Reed,
  - Ursul de Argint pentru cel mai bun actor : acordat lui Burt Lancaster.
- 1957 Directors Guild of America : Carol Reed nominalizat pentru cel mai bun realizator.